# Anita Wachterová
Anita Wachterová, nepřechýleně Wachter, (* 12. února 1967 Bartholomäberg, Rakousko) je bývalá rakouská reprezentantka ve sjezdovém lyžování, specialistka na obří slalom.
V roce 1988 v Calgary se Anita Wachter stala olympijskou vítězkou v kombinaci, o čtyři roky později si odvezla z Albertville dvě stříbrné olympijské medaile, jednu získala v obřím slalomu, druhou opět z kombinace.
V roce 1993 získala celkové prvenství ve Světovém poháru, v letech 1990 a 1994 v něm byla první v obřím slalomu. Mezi lety 1991 až 1999 také získala dvě stříbrné a tři bronzové medaile v závodech světového šampionátu.
Žije s Rainerem Salzgeberem, který dříve rovněž závodil ve sjezdovém lyžování. Mají spolu dvě dcery.